# Fonchiiloricaria nanodon
Fonchiiloricaria nanodon – gatunek słodkowodnej ryby sumokształtnej z rodziny zbrojnikowatych (Loricariidae), jedyny przedstawiciel rodzaju Fonchiiloricaria.

## Występowanie
Środkowy bieg rzeki Huallaga i jej dopływy – Peru. Spotykane nad skalistym podłożem z kamieni, żwiru i piasku, na wysokościach 600–700 m n.p.m. 

## Etymologia
Nazwa rodzajowa honoruje zmarłego F. Changa, peruwiańskiego ichtiologa, który zebrał i zidentyfikował ten gatunek jako nowy dla nauki. Epitet gatunkowy nanodon pochodzi od greckich słów nano (zredukowany) i odon (ząb).

## Cechy charakterystyczne
F. nanodon odróżnia od pozostałych zbrojników m.in. obecność 1–3 zębów przedszczękowych o znacznie zredukowanych rozmiarach; wargi pokryte kulistymi brodawkami, kość przedszczękowa jest znacznie zmniejszona; brzuch całkowicie pokryty płytkami kostnymi; 14 miękkich promieni w płetwie ogonowej. Przód ciała (do podstawy płetwy grzbietowej) młodych okazów jest blado zielonoszary; tylna część ciała blado szaro-brązowa. Dorosłe osobniki z brązową głową aż do podstawy płetwy grzbietowej, przód ciemniejszy niż reszta ciała, która jest żółtobrązowa.
Jest to gatunek reofilny. Osiąga maksymalnie 17,5 cm długości standardowej.